# لارنس ویگوروکس
لارنس ویگوروکس (انگلیسی: Lawrence Vigouroux؛ زادهٔ ۱۹ نوامبر ۱۹۹۳) بازیکن فوتبال اهل بریتانیا است.
از باشگاه‌هایی که در آن بازی کرده‌است می‌توان به باشگاه فوتبال لیورپول، باشگاه فوتبال سوئیندون تاون، باشگاه فوتبال هاید، و باشگاه فوتبال تاتنهام هاتسپر اشاره کرد.
وی همچنین در تیم ملی فوتبال زیر ۲۰ سال شیلی بازی کرده‌است.